# Kígyós-patak (Fejér vármegye)
A Kígyós-patak Fejér vármegye területén, a megye északkeleti széle közelében ered, Mány Felsőőrspuszta és Jánoshegy nevű külterületi településrészei között, a Pest vármegyei Zsámbéktól néhány kilométerre északnyugatra. A patak forrásától kezdve déli irányban halad, keresztezi a Zsámbékot Bicskével összekötő 1104-es mellékutat, majd átfolyik az -es autópálya alatt. Elfolyik Mány Háromrózsa nevű külterületi településrészének házai között, majd az -es főút és a 8101-es mellékút (a régi 100-as főút) alatt. Felveszi a Mány központja felől érkező Sajgó-patak vizét, majd keletnek fordul és átlép a Pest vármegyei Herceghalom területére; itt torkollik be a Békás-patakba. 
A Kígyós-patak vízgazdálkodási szempontból a Közép-Duna Vízgyűjtő-tervezési alegység működési területéhez tartozik.

## Part menti települések
- Mány
- Herceghalom